# Architettura coreana

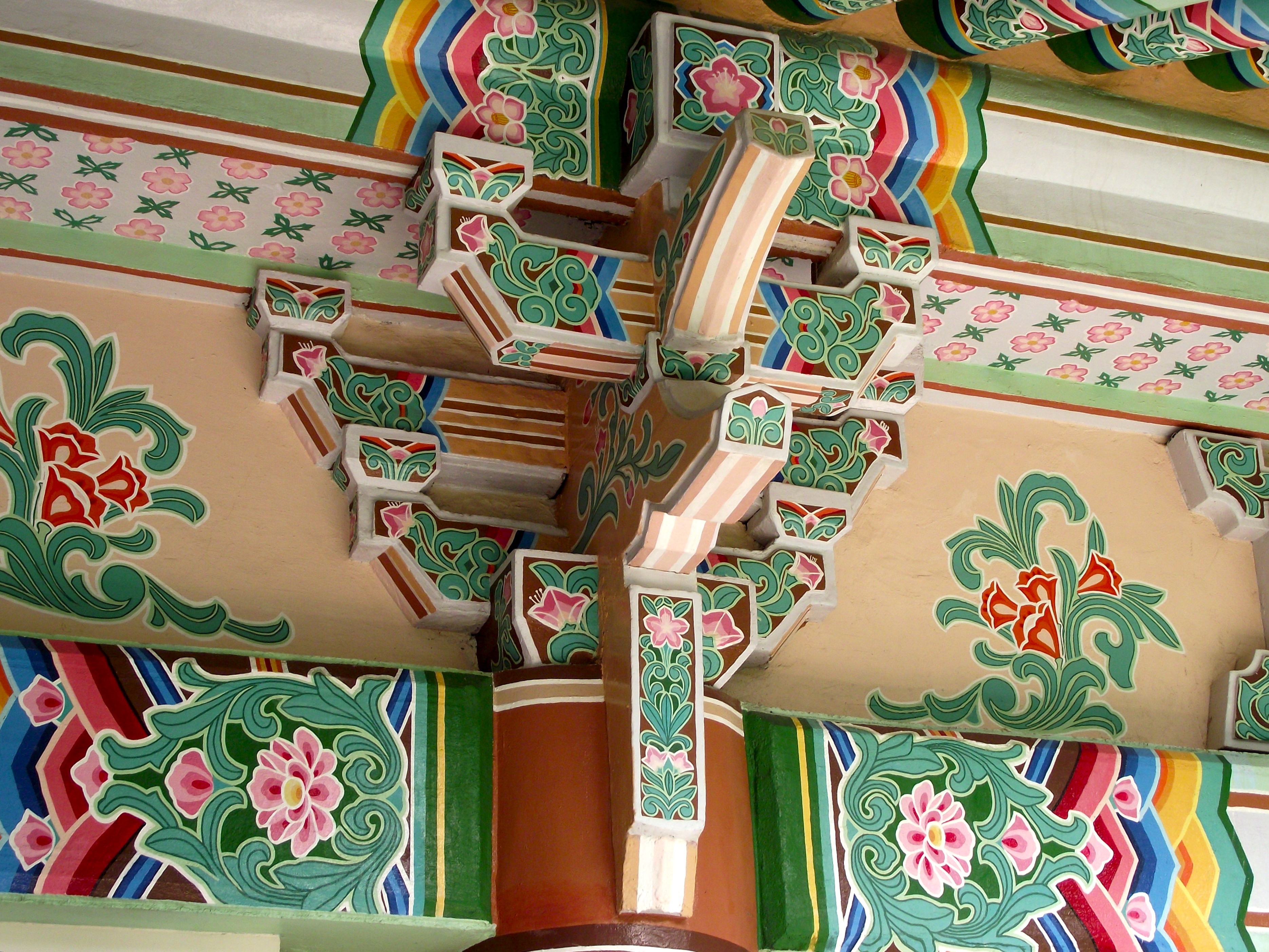
Sala espositiva internazionale dell'amicizia sul monte Myohyang, Corea del Nord.

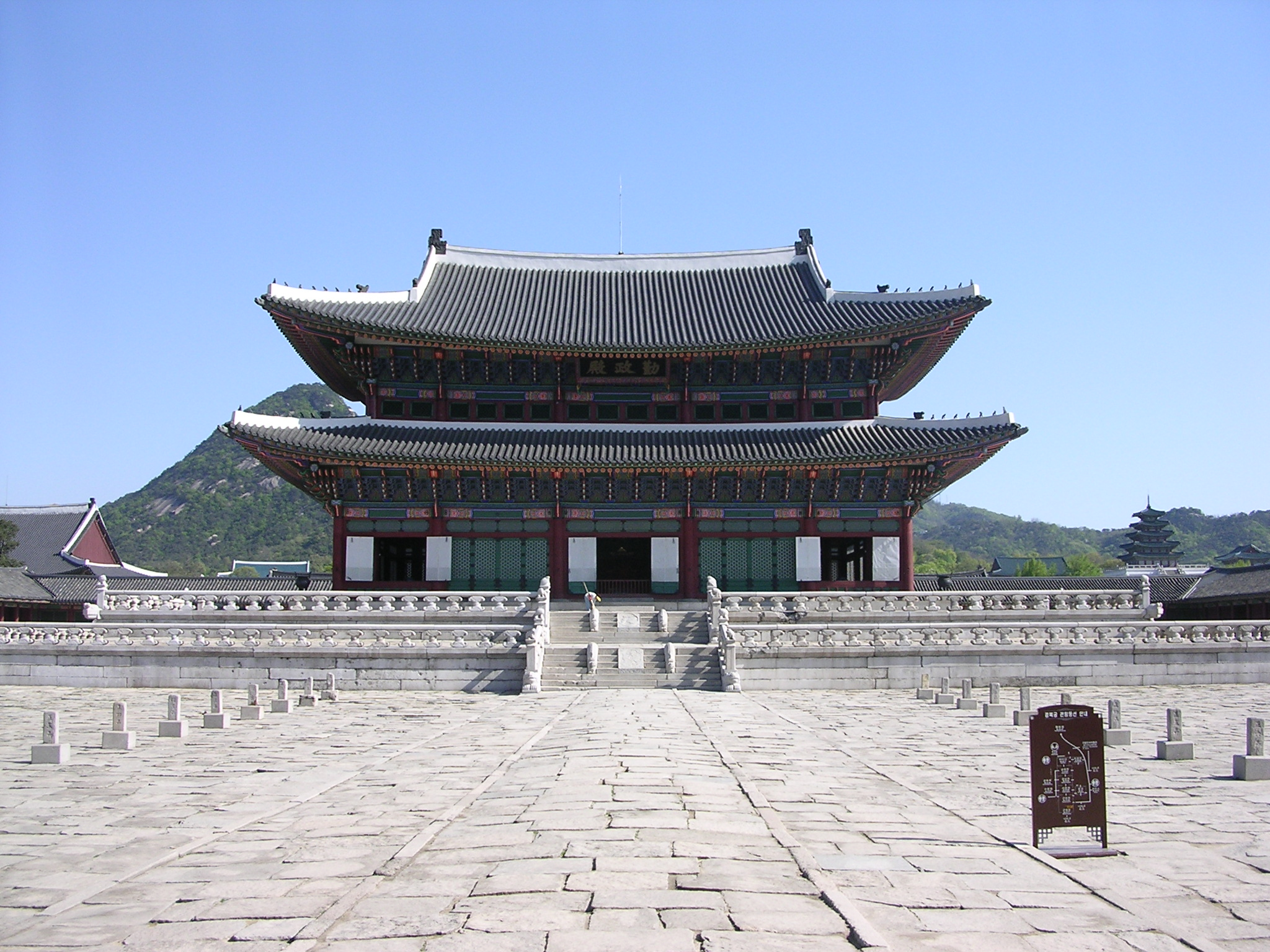
Patio/piazza Geunjeongjeon sotto Palazzo Gyeongbokgung, realizzato nel 1868.

L'architettura coreana è uno stile architettonico caratterizzato da forme semplici ed un'inclinazione naturalistica, che rifiuta la ricerca dell'estremismo per favorire la semplicità.

## Storia
Non è chiaro quando l'architettura coreana sia diventata nota al di fuori dell'Asia orientale. Una delle prime descrizioni del Silla, regno coreano dal 57 a.C. al 935, compare in un libro del IX secolo, scritto da un geografo arabo, mentre un primo resoconto sul Joseon è narrato nel libro dell'olandese Hendrick Hamel nel XVII secolo.
Le prime informazioni inerenti alle culture asiatiche e ai loro stili architettonici arrivarono in Occidente verso la fine del XIX secolo grazie a una serie di trattati commerciali stretti da Cina e Giappone con le potenze straniere. In alcuni diari di viaggio o libri introduttivi scritti da stranieri, che visitarono l'Asia per fini commerciali, sono apparsi numerosi racconti inerenti alla Corea, con informazioni riguardo alla storia, alla geografia e alla cultura coreana. Le descrizioni dell'architettura, quando presenti, sono però superficiali, rappresentando solamente le impressioni personali degli autori.
Anche libri apparentemente professionali sull'arte e l'architettura coreana, pubblicati decenni dopo, come Die Kunst Chinas, Japans und Koreas (1929) di Otto Kümmel e Japan Korea und Formosa: Landschaft, Baukunst, Volksleben (1930) di FM Trautz non ne danno una visione approfondita, non focalizzandosi sulla Corea ma, citandola in brevi capitoli, allo scopo di mantenere un equilibrio nella trattazione.

## Caratteristiche

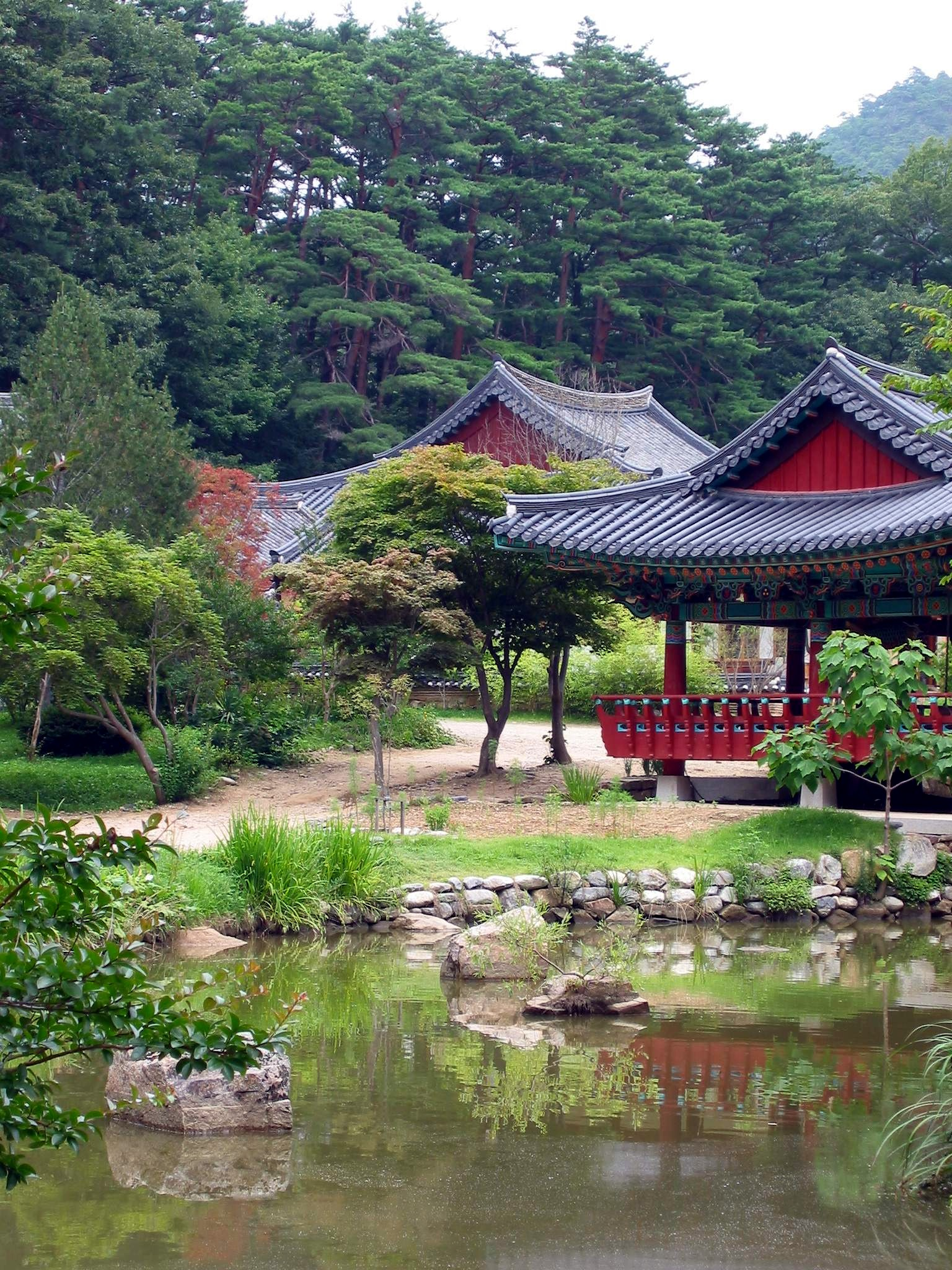
Il tempio Buryeongsa.

L'architettura dell'antica Corea si contraddistingue per la combinazione di legno e pietra con la quale venivano create strutture con più stanze eleganti e spaziose. Le abitazioni erano caratterizzate da coperture in tegole di argilla, poste su una piattaforma rialzata, tipicamente di terra battuta, erano racchiuse all'interno di muri protettivi e circondate da cortili e giardini.
Nel corso della sua storia, la Corea venne influenzata dalla Cina a livello politico, religioso e culturale, ma, a sua volta, la Corea svolse un ruolo importante nel trasferire alle isole giapponesi la cultura della civiltà continentale. Nonostante l'omogeneità dell'area culturale cinese, i tre paesi hanno sviluppato proprie caratteristiche culturali e propri modi di vivere all'interno dei loro diversi climi, elemento che emerge anche dallo stile architettonico differente delle abitazioni tradizionali. Secondo Nam-Chull Joo (1997), sebbene Cina, Giappone e Corea utilizzassero tutti strutture in legno, si riscontrano comunque notevoli differenze negli elementi compositivi e nei concetti spaziali. Se l’architettura cinese, infatti, era caratterizzata da una grandezza continentale, le isole del Giappone assunsero un gusto più raffinato. L'architettura coreana invece era connotata dalla ricerca di una bellezza più moderata, assumendo uno stile intermedio tra quello cinese e quello giapponese. Il tetto cinese fortemente curvo venne modificato in Corea in un tetto leggermente inclinato; gli angoli acuti, le linee forti, i piani ripidi e i colori sgargianti vennero evitati.

### Feng shui
Il modo tradizionale di costruire in Corea segue la filosofia del feng shui, partendo con la valutazione della disposizione e dell'orientamento di un edificio.
In Cina e Corea, i termini feng shui (geomanzia) e chiri (geografia) sono stati spesso utilizzati come sinonimi. Tale uso ha creato una confusione di significati perché, quando ci si riferisce alla geomanzia, il termine chiri potrebbe anche essere usato per parlare di geografia.
Attualmente in Corea, i termini feng shui e chiri sono utilizzati esclusivamente in riferimento alla geomanzia, nonostante il primo abbia solo un significato e il secondo due. Secondo alcuni studiosi nessun termine moderno è adatto per descrivere il feng shui, perché è un tipo di studio ambientale non facilmente definibile. Inoltre, sottolineano come la geomanzia coreana non possa essere valutata utilizzando gli attuali criteri di classificazione occidentali.
(Yoon Hong key, The Culture of Fengshui in Korea: An Exploration of East Asian, Lanham (Maryland), Lexington Books, 2006)
In particolare Yoon Hong-key afferma che non esiste un concetto equivalente alla geomanzia in Occidente e che questo quindi non possa essere tradotto in nessuna nozione occidentale.
Nello specifico il feng shui segue il principio del Baesanimsu (배산임수?), secondo il quale gli edifici devono essere rivolti a sud, presentare come supporto alle loro spalle una montagna e avere un ruscello sulla facciata anteriore. La serie di mensole, denominata Gongpo (공포?), che sostengono il tetto, è importante sia dal punto di vista strutturale che visivo. Il tetto, sia in tegole, sia in paglia, domina e caratterizza l'edificio, contraddistinto da linee curvilinee naturali nel colmo e nella gronda.
La pianta degli edifici è suddivisa in Gan (간?), un’unità di misura che prende come riferimento lo spazio tra due colonne, e finestre e porte, tappezzate su un reticolo di legno, occupando gran parte dello spazio del muro. Le camere hanno due tipologie di pavimento: l'Ondol (온돌?; lett. "pietra calda"), o pavimento riscaldato rifinito con carta, e il Maru (마루?), o pavimento in legno.

### Hanok

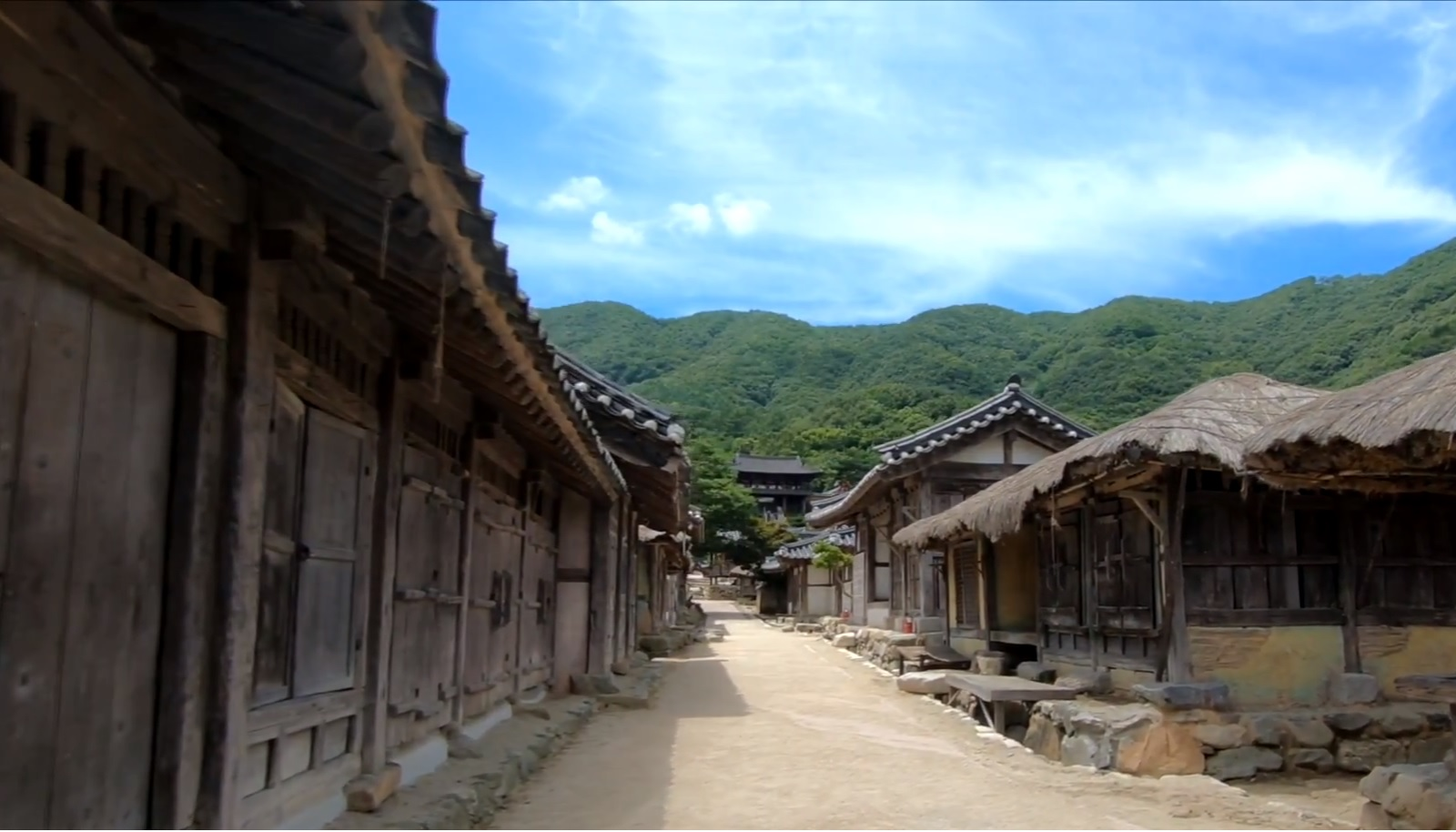
Distretto commerciale tradizionale con hanok con tetto in tegole e in paglia.

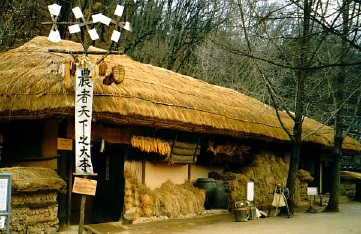
Casa tradizionale coreana con tetto in paglia.

La casa tradizionale coreana viene chiamata hanok. Le hanok furono progettate e costruite per la prima volta nel XIV secolo durante la dinastia Joseon. Le hanok con il tetto in tegole e quelle con il tetto in paglia erano entrambe abitazioni comuni, ma le prime erano residenze nobiliari mentre le seconde erano per lo più case del popolo. La maggior parte delle hanok tradizionali è ancora utilizzata come abitazioni ai giorni nostri anche se il loro interno è stato in parte ammodernato.